# Seznam krajev Unescove svetovne dediščine v Pakistanu
Svetovna dediščina Organizacije Združenih narodov za izobraževanje, znanost in kulturo (UNESCO) je pomembna za kulturno ali naravno dediščino, kot je opisano v Unescovi konvenciji o svetovni dediščini, ustanovljeni leta 1972. Kulturno dediščino sestavljajo spomeniki (kot so arhitekturna dela, monumentalne skulpture ali napisi), skupine stavb in najdišča (vključno z arheološkimi najdišči). Naravne značilnosti (ki jih sestavljajo fizične in biološke formacije), geološke in fiziografske formacije (vključno s habitati ogroženih vrst živali in rastlin) ter naravna območja, ki so pomembna z vidika znanosti, ohranjanja ali naravne lepote, so opredeljena kot naravna dediščina. Pakistan je ratificiral konvencijo 23. julija 1976, zaradi česar so bila njegova območja upravičena do vključitve na seznam.
V Pakistanu je šest območij svetovne dediščine in nadaljnjih 26 na poskusnem seznamu. Prva tri mesta so bila vpisana leta 1980, arheološke ruševine v Mohendžo-daro, budistične ruševine Takht-i-Bahija in ostanki sosednjega mesta v Sahr-i-Bahlol ter Taxila. Dve lokaciji sta bili uvrščeni leta 1981 in zadnja lokacija, dodana na seznam, je bila trdnjava Rohtas leta 1997. Vseh šest znamenitosti je kulturnih.

## Kraji svetovne dediščine
Unesco navaja območja po desetih merilih; vsaka prijava mora izpolnjevati vsaj enega od kriterijev. Kriteriji od i do vi so kulturni, od vii do x pa naravni.
| Kraj                                                                       | Slika                                                  | Lokacija           | Leto uvrstitve na seznam | Unescova referenca in kriteriji | Opis |
| -------------------------------------------------------------------------- | ------------------------------------------------------ | ------------------ | ------------------------ | ------------------------------- | --- |
| Arheološke ruševine pri Mohendžo-daro                                      | Starodavne ruševine, vključno z več opečnimi zidovi    | Sind               | 1980                     | 138; ii, iii (kulturno)         | Mohendžo-daro je bilo eno največjih mest Indske civilizacije v dolini Inda in prvo načrtovano mesto v Južni Aziji. Je na bregovih reke Ind in je cvetela med 2500 in 1500 pr. n. št. Mesto je bilo večinoma zgrajeno iz žgane opeke in je sledilo strogemu mrežnemu načrtu. Tam so bila javna kopališča, kašča in izdelan drenažni sistem. Nad ruševinami je bila v 2. stoletju našega štetja zgrajena budistična stupa. Izkopavanja na najdišču potekajo od leta 1922, do zdaj pa je bila raziskana približno tretjina mesta.                                                                        |
| Taxila                                                                     | Ostanki budistične stupe in informativna tabla spredaj | Pandžab            | 1980                     | 139; iii, vi (kulturno)         | Taxila, ki je bila naseljena že v neolitiku, je bila med 5. stoletjem pred našim štetjem in 2. stoletjem našega štetja pomembno budistično središče učenja. Arheološko najdišče obsega ostanke štirih naselbin, ki razkrivajo urbani razvoj najdišča. Mesto je bilo na eni od vej svilne poti in je bilo pod vplivom Ahemenidskega cesarstva in Grkov. Bhir Mound je povezan z vstopom Aleksandra Velikega v Taxilo leta 326 pred našim štetjem. Nekateri spomeniki so samostan Jaulian, stupa Mohra Muradu, stupa Dharmarajika, kompleks Džandial in mesto Sirkap (ostanki stupe na mestu na sliki). |
| Budistične ruševine Takht-i-Bahi in ostanki sosednjega mesta Sahr-i-Bahlol | Starodavne ruševine na hribu                           | Khiber Pakhtunkhva | 1980                     | 140; iv (kulturno)              | Budistični samostan Takht-i-Bahi (na sliki) je bil ustanovljen v 1. stoletju našega štetja in je ostal v uporabi do 7. stoletja. Zaradi svoje lege na grebenu strmega hriba je ostal dobro ohranjen kljub zaporednim vdorom v regijo. Samostan in ostanki bližnjega mesta Sahr-i-Bahlol iz Kušanskega obdobja so nekateri najpomembnejši budistični spomeniki v regiji Gandara. Samostan je najbolj popoln budistični samostan v Pakistanu in obsega več skupin stup, meniških celic, templjev in posvetnih stavb.                                                                                    |
| Zgodovinski spomeniki v Makliju, Thatta                                    | Velika dvonadstropna grobnica iz peščenjaka            | Sind               | 1981                     | 143; iii (kulturno)             | Makli je velika nekropola v mestu Thatta. Delovala je med 14. in 18. stoletjem. Spomeniki in mavzoleji so zgrajeni iz visokokakovostnega kamna, opeke in glaziranih ploščic. Grobnice slavnih svetnikov in vladarjev, vključno z Džamom Nizamudinom II. in Isa Kanom (na sliki), so še vedno ohranjene in so lepi primeri mogulske arhitekture, na katero so vplivali lokalni slogi. |
| Trdnjava Lahore in vrtovi Šalimar v Lahoreju                               | Look at a Mughal-style fort through some columns       | Pandžab            | 1981                     | 171; i, ii, iii (kulturno)      | Trdnjava (na sliki) in vrtovi Šalimar v Lahoreju sta dva kraljevska kompleksa iz mogulskega obdobja. Trdnjava stoji na severozahodnem vogalu obzidanega mesta Lahore in je bila v svoji zgodovini večkrat uničena in ponovno zgrajena. Ohranjeni spomeniki so iz 16. stoletja, med vladavino Akbarja. Vrtovi Šalimar so bili zgrajeni pod cesarjem Šah Džahanom leta 1642. So primer mogulskih vrtov, na katere sta vplivali perzijska in islamska tradicija. |
| Trdnjava Rohtas                                                            | Velika kamnita vrata v utrdbo                          | Pandžab            | 1997                     | 586; ii, iv (kulturno)          | Trdnjava je bila zgrajena pod Šer Šahom Surijem po njegovi zmagi nad mogulskim cesarjem Humajunom leta 1541. Je izjemen primer zgodnje islamske vojaške arhitekture v dobi smodnika, ki združuje umetniške tradicije iz Turčije in Indijske podceline. Služila je kot model za kasnejšo mogulsko arhitekturo. Nikoli ni bila osvojena v bitki in je še danes nedotaknjena. |

## Poskusni seznam
Poleg območij, vpisanih na Seznam svetovne dediščine, lahko države članice vodijo seznam začasnih območij, ki jih lahko upoštevajo pri nominaciji. Nominacije za seznam svetovne dediščine so sprejete samo, če je bilo območje predhodno uvrščeno na poskusni seznam. Pakistan has 26 properties on its tentative list.
| Kraj                                                                                          | Slika                                                                   | Lokacija           | Leto uvrstitve na seznam | Unescova referenca in kriteriji | Opis |
| --------------------------------------------------------------------------------------------- | ----------------------------------------------------------------------- | ------------------ | ------------------------ | ------------------------------- | --- |
| Mošeja Badšahi, Lahore                                                                        | Pogled od spredaj na mošejo v mogulskem slogu iz rdečega kamna          | Pandžab            | 1993                     | (kulturno)                      | Ta mošeja v mestu Lahore je izjemen primer mogulske arhitekture. Zgrajena je bila v letih 1673–74. Ima štiri velike in štiri manjše minarete ter tri marmornate kupole. Mošeja je zgrajena iz rdečega peščenjaka in okrašena s kamnitimi reliefi in marmornimi vložki. |
| Mošeja Vazir Kana, Lahore                                                                     | A Mughal-style mosque with richly decorated facade                      | Pandžab            | 1993                     | (kulturno)                      | Ta mošeja v mestu Lahore je zgrajena iz opeke in peščenjaka. Ima pet kupol in štiri minarete ter je bogato okrašena. |
| Džahangirjeva grobnica, grobnice Asifa Kana in Akbari Saraj, Lahore                           | A large decorated mausoleum with four minarets                          | Pandžab            | 1993                     | (kulturno)                      | To mesto obsega tri spomenike iz mogulskega obdobja. Grobnica cesarja Džahangirja (na sliki) je izdelana iz rdečega peščenjaka in bogato okrašena z vzorci iz marmorja. Grobnica Abu'l-Hasana Asafa Kana je mavzolej z visoko kupolo, ki je bila prvotno okrašena z marmornim vložkom in štukaturo. Akbari Sarai, karavanseraj, stoji med obema spomenikoma. Kompleks ima 180 celic, mošejo in dva okrašena prehoda. |
| Hiran Minar in bazen, Šeikhupura                                                              | A pavilion and a wall above a pond, a large tower on the left           | Pandžab            | 1993                     | (kulturno)                      | Kompleks v Šeikhupuri je bil zgrajen v začetku 17. stoletja pod mogulskim cesarjem Džahangirjem. Velik zidan stolp (minar) ima na vrh spiralno stopnišče s 108 stopnicami. Bazen za vodo je pravokotne oblike in ima nasip, ki vodi do osmerokotnega paviljona v sredini. Paviljon je okrašen s freskami in je bil uporabljen kot kraljeva rezidenca. |
| Mavzolej šaha Rukn-e-Alama                                                                    | A mausoleum decorated with blue and green tiles                         | Pandžab            | 1993, 2004               | ii, iv, vi (kulturno)           | Grobnica je bila zgrajena med letoma 1320 in 1324 v trdnjavi Multan pod vladarjem Tughlaka Ghijathom al-Din Tughlukom. Verjetno je bila mišljena kot dinastična grobnica, a je namesto tega postala grobnica sufijskega svetnika šaha Rukn-e-Alama. Osmerokotna grobnica, prva te vrste v Južni Aziji, je 35 m visoka. Zgrajena je iz rdeče opeke, zunanjost pa je okrašena z glaziranimi ploščicami ter izrezljano opeko in lesom. V notranjosti je lesen mihrab najzgodnejši primer te vrste. Grobnica je pomemben romarski kraj. Najdišče je bilo dvakrat uvrščeno na Unescov poskusni seznam.                                                                                                  |
| Trdnjava Ranikot, Dadu                                                                        | A stone wall and a bastion on the top of a hil                          | Sind               | 1993                     | (kulturno)                      | Trdnjava, ki stoji v okrožju Dadu, je bila zgrajena v začetku 19. stoletja. Utrdbeni zidovi so dolgi 35 m in sledijo geografiji pustega hribovitega območja, z bastijoni, ki so v intervalih. V notranjosti je majhna utrdba, verjetno uporabljena kot kraljeva rezidenca. |
| Mošeja Šaha Džahana, Thatta                                                                   |                                                                         | Sind               | 1993                     | (kulturno)                      | Mošeja v mestu Thatta je okrašena z najbolj dovršenimi ploščicami v Južni Aziji. Mozaiki z modrimi in belimi ploščicami pokrivajo dve glavni komori in kupole. Dizajni vključujejo cvetlične in geometrijske vzorce. |
| Grobnice Čaukandi, Karači                                                                     | Five tombstones with delicate stone carvings                            | Sind               | 1993                     | (kulturno)                      | Grobnice v bližini Karačija so bile zgrajene za bojevnike in družine plemena Saloč v 17. in 18. stoletju. So piramidalne oblike in prekrite z okrasnimi kamnitimi rezbarijami, ki prikazujejo ljudi in okrasne motive. Nekatere grobnice so v hindujskem slogu. |
| Arheološko najdišče Mehrgarh                                                                  |                                                                         | Beludžistan        | 2004                     | ii, iv (kulturno)               | Arheološko najdišče Mehrgarh je tell, umetna gomila, ki je nastala kot rezultat zaporednih poselitev na istem mestu skozi generacije. Mesto, ki so ga sprva verjetno sezonsko zasedale skupine pastirjev, je bilo stalno naseljeno od obdobja keramičnega neolitika v 7. tisočletju pr. n. št. do bakrene dobe. Najdišče je bilo zapuščeno že sredi 3. tisočletja pred našim štetjem, pred urbanizirano fazo civilizacije doline Inda. Izkopavanja so odkrila strukture iz blatne opeke (na sliki), ki naj bi jih uporabljali za shranjevanje, ostanke vasi iz bronaste dobe z lastno obrtno cono in več pokopališč. Ponovno so ga odkrili v 1970-ih, potem ko so ga razkrile hudourniške poplave. |
| Arheološko najdišče Rehman Dheri                                                              | Archaeological site with remains of structures                          | Khiber Pakhtunkhva | 2004                     | i, ii (kulturno)                | Rehman Dheri je arheološko najdišče, ki izvira iz predharapskega obdobja v 4. tisočletju pr. n. št. do zgodnjega harapskega obdobja sredi 3. tisočletja pr. n. št. Je eden najbolje ohranjenih primerov zgodnje urbane naselbine v Južni Aziji, saj je bilo mesto opuščeno v zrelem harapskem obdobju. Naselje ima ulice po mrežnem načrtu, ki je bil v zaporednih fazah ponovljen. Obstajajo ostanki peči in ostanki lončenine. |
| Arheološko najdišče Harapa                                                                    | Archaeological site with some brick walls visible                       | Pandžab            | 2004                     | ii, iv (kulturno)               | Harappa je arheološko najdišče Indske civilizacije, ki je bila naseljena od 4. do 2. tisočletja pred našim štetjem, z vrhuncem med 2600 in 1900 pred našim štetjem. To je tell, umetna gomila, ki je nastala kot rezultat zaporednih poselitev na istem mestu skozi generacije. Harapa je bila ob starem toku reke Ravi, ki je prebivalcem zagotavljala svežo vodo in dostop do trgovskih omrežij. Na mestu je osem gomil in dve pokopališči, pa tudi nekatere strukture iz Guptskega in Mogulskega cesarstva ter sodobna vas. |
| Arheološko najdišče Ranigat                                                                   | Ancient ruins, walls, and great boulders on the slope of a hill         | Khiber Pakhtunkhva | 2004                     | ii, iv (kulturno)               | Arheološko najdišče Ranigat je največji budistični samostanski kompleks v regiji Gandara, kjer je med 2. stoletjem pr. n. št. in 6. stoletjem n. št. cvetela kultura, ki združuje helenistično, budistično in indo-partsko tradicijo. Samostan je bil ustanovljen v 1. stoletju našega štetja. Izkopavanja v 1980-ih so odkrila ostanke več stup, svetišč in posvetnih stavb ter bakrene kovance, lončenino in kamnite skulpture. |
| Skalni napisi Šahbaz Garhi                                                                    | A large boulder with carved inscriptions                                | Khiber Pakhtunkhva | 2004                     | i, ii, iv (kulturno)            | Ašokovi edikti v Šahbaz Garhiju segajo v sredino 3. stoletja pr. n. št., med vladavino maurijskega cesarja Ašoke. Vklesani so bili v dveh velikih balvanih v pisavi kharosthi in podrobno opisujejo Ašokov pogled na dhamo ali pravični zakon. Edikti so najstarejši neizpodbitni primeri pisanja v Južni Aziji. |
| Skalni napisi Mansehra                                                                        | A large rock under a modern roof                                        | Khiber Pakhtunkhva | 2004                     | ii, iii, vi (kulturno)          | Ašokovi edikti v Mansehri segajo v sredino 3. stoletja pr. n. št., med vladavino maurijskega cesarja Ašoke. Vklesani so bili v treh velikih balvanih v pisavi kharosthi in podrobno opisujejo Ašokov pogled na dhammo ali pravični zakon. Edikti so najstarejši neizpodbitni primeri pisanja v Južni Aziji |
| Trdnjava Baltit                                                                               | A large stone and timber fort with white front facade                   | Gilgit-Baltistan   | 2004                     | i, ii (kulturno)                | Trdnjava gleda na dolino Hunza, pomembno trgovsko pot, ki povezuje južno in srednjo Azijo. Prvotna stavba je iz 8. stoletja in je bila kasneje razširjena, sedanja stavba ima tri nadstropja. Zgrajena je iz kamna z dodatnimi lesenimi okvirji za zagotavljanje stabilizacije na potresno ogroženem območju. Utrdba je bila do leta 1945 rezidenca Mirov, vladarjev države Hunza. |
| Grobnice Bibi Džavindi, Baha'al-Halima v Usteadu ter grobnica in mošeja Džalaludina Bukharija | A mausoleum with a dome, facade decorated with blue tiles               | Pandžab            | 2004                     | ii, iv, vi (kulturno)           | To mesto obsega pet spomenikov iz 14. in 15. stoletja v mestu Uch. Grobnica sufijskega svetnika Jahaniyana Jahangashta ima kvadratni tloris in ravno streho, medtem ko so grobnice Bibi Džavindi (na sliki), Baha'al-Halim in Ustead osmerokotne in imajo kupolo. Okrašene so z glaziranimi ploščicami. Mošeja je tudi okrašena s ploščicami s cvetličnimi in geometrijskimi motivi. Nekatere grobnice je poškodovala erozija. |
| Pristanišče Banbhore                                                                          |                                                                         | Sind               | 2004                     | iv, v, vi (kulturno)            | Pristanišče Banbhore je bilo ob izlivu reke Ind. Ustanovljeno je bilo v 1. stoletju pr. n. št., glavne najdbe pa izvirajo iz islamskega obdobja med 8. in 13. stoletjem, vključno z ostanki ene najzgodnejših mošej v regiji iz leta 727. Mošeja vključuje nekaj ponovno uporabljenih kamnov iz prejšnje hindujske strukture. Pristanišče je bilo pomembno v trgovini s keramiko in kovinskimi izdelki ter je imelo industrijsko območje z delavnicami za tekstil, steklo, glazuro in metalurgijo. Ko je reka v 11. stoletju spremenila smer, se je prostor zamuljil, kar je privedlo do postopne opustitve pristanišča.                                                                           |
| Trdnjava Deravar in puščavska trdnjava Čolistan                                               | A large stone fortress in an arid area                                  | Pandžab            | 2016                     | iii, v (kulturno)               | To območje obsega deset utrdb v puščavi Čolistan, ki so bile zgrajene za zaščito karavanskih, trgovskih in romarskih poti skozi regijo. Najbolje ohranjena utrdba je trdnjava Deravar (na sliki), ki jo je v 9. stoletju zgradil Rai Džadžja Bhati iz klana Radžput Bhati. V 18. stoletju jo je prevzel Bahavalpur in ostal rezidenca Navabov do 1970-ih, nenehna okupacija pa je prispevala k njeni ohranitvi. Ogromna utrdba ima 40 okroglih bastijonov, ki segajo 30 m visoko. |
| Hingolska kulturna krajina                                                                    | Pilgrims heading to a volcano in an arid landscape                      | Beludžistan        | 2016                     | iii, vi (kulturno)              | Hinglaj Mata mandir je starodavni hindujski jamski tempelj v narodnem parku Hingol. Posvečen je Šaktiorju Satiju. Vsako leto privabi na tisoče romarjev, ki prečkajo grapo in nadaljujejo pot skozi jamo, s postanki ob mejnikih za verske obrede. Romarji obiščejo tudi več blatnih vulkanov na tem območju (na sliki Čandragup). |
| Kulturna krajina Kareškega sistema                                                            | A cross section of a typical quanat, illustrated                        | Beludžistan        | 2016                     | ii, vi, v (kulturno)            | Karez, kariz ali kanat je sistem za transport vode iz vodonosnika ali vodnega vodnjaka na površje skozi podzemni akvadukt (shema na sliki). Tehnologija se je verjetno razvila v 1. tisočletju pred našim štetjem v Perziji in se nato razširila na sušna in polsušna območja Kitajske, Južne Azije, Bližnjega vzhoda, Severne Afrike in Španije. Izkoriščanje podzemnih vodnih virov je omogočilo naseljevanje in poljedelstvo na območjih, ki sicer ne bi bila izkoriščena. Več kot 1000 takih sistemov še vedno deluje v Pakistanu, štirje so navedeni v nominaciji. |
| Kulturna krajina Nagarparkar                                                                  | A Jain stone temple                                                     | Sind               | 2016                     | iii, iv (kulturno)              | Kulturna krajina je v Nagarparkarju, na meji puščave Thar. Bilo je središče cvetoče džainske skupnosti, ki je bila aktivna v pomorski trgovini, saj je območje bilo na obali Arabskega morja še v 15. stoletju. Več džainističnih spomenikov je ostalo iz obdobja med 12. in 15. stoletjem, vključno s templjem Gori (na sliki). Zaradi sprememb obalne črte zaradi zamuljenja sistema reke Ind je skupnost upadla, zadnji člani pa so jo zapustili po razdelitvi Indije leta 1947. |
| Narodni park Centralni Karakorum                                                              | Mountain landscape with a large glacier                                 | Gilgit-Baltistan   | 2016                     | ix, x (naravno)                 | Narodni park pokriva velik del osrednjega gorovja Karakorum. V parku so štirje vrhovi nad 8000 m, pa tudi več ledenikov (na sliki ledenik Baltoro). Območje je zelo aktivno tektonsko območje, ki je posledica himalajske orogeneze. Območje je tudi pomembna postojanka za ptice selivke in dom ogroženih vrst sesalcev, med njimi: vijeroga koza, mošusni jelen (Moschus moschiferus), snežni leopard, urial in ovca Marko Polo (Ovis ammon polii). |
| Narodni park Deosai                                                                           | A lake in high-altitude area with sparse vegetation                     | Gilgit-Baltistan   | 2016                     | ix, x (naravno)                 | Narodni park Deosai je alpska planota z nadmorsko višino med 3500 in 5200 m. Pokrajina je večinoma ravninska z griči. Zaradi svoje lege na stičišču ekoregij Himalaja in Karakorum-Pamir je območje bogato z biotsko raznovrstnostjo. Nekatere vrste, ki živijo tukaj, so himalajski rjavi medved (Ursus arctos isabellinus), himalajski volk (Canis lupus chanco), sibirski kozorog (Capra sibirica) in zlati svizec (Marmota caudata). Jezero Šeosar (na sliki) na nadmorski višini 4250 m predstavlja edinstven tip alpskega mokrišča. |
| Brinov gozd Ziarat                                                                            | Juniper trees on a slope of a hill in a foggy day                       | Beludžistan        | 2016                     | x (naravno)                     | Gozdovi brina (Juniperus excelsa polycarpos) okoli mesta Ziarat so na stičišču petih vegetacijskih con. V velikem gozdu rastejo drevesa, ki naj bi bila stara več tisoč let, vendar je ekosistem ranljiv glede na podnebne spremembe. Območje je dom beludžistanskega črnega medveda, himalajskega rjavega medveda, vijeroge koze, številnih vrst ptic in več rastlinskih vrst z zdravilnimi lastnostmi, ki jih uporabljajo lokalni prebivalci. |
| Solno gorovje in Solni rudnik Khevra                                                          | Interior of a salt mine with corridor walls in pink and reddish colours | Pandžab            | 2016                     | v, viii (mešano)                | Geološka formacija Slano pogorje je nastala pred 800 milijoni let z izhlapevanjem plitvega morja, kar je povzročilo debele usedline kamene soli. Zaradi pomanjkanja rastlinskega pokrova je območje odlična priložnost za preučevanje geoloških plasti od kambrija do paleogena, pri čemer več plasti vsebuje fosile. Zaloge soli v Khevri so bile znane vsaj od 4. stoletja pred našim štetjem, ko je Aleksander Veliki prečkal to območje, medtem ko rudnik soli (na sliki) deluje že več kot tisoč let. |